# Sella
Sella – rzeka na Półwyspie Iberyjskim w Hiszpanii o długości 42 km, mająca źródła w Górach Kantabryjskich na wysokości 1100 m n.p.m., powierzchnia dorzecza wynosi 1195 km². W całym swym biegu przepływa przez Asturię i uchodzi do Zatoki Biskajskiej.